# Corrales de Duero (kommunhuvudort)
Corrales de Duero är en kommunhuvudort i Spanien.   Den ligger i provinsen Provincia de Valladolid och regionen Kastilien och Leon, i den centrala delen av landet, 140 km norr om huvudstaden Madrid. Corrales de Duero ligger 813 meter över havet och antalet invånare är 116.
Terrängen runt Corrales de Duero är platt åt nordost, men åt sydväst är den kuperad. Runt Corrales de Duero är det glesbefolkat, med 11 invånare per kvadratkilometer. Närmaste större samhälle är Peñafiel, 9,5 km sydväst om Corrales de Duero. Trakten runt Corrales de Duero består till största delen av jordbruksmark.